# Danh sách giải thưởng và đề cử của Bae Suzy
Đây là danh sách các giải thưởng và đề cử nhận được của nữ ca sĩ kiêm diễn viên Hàn Quốc Bae Suzy.

## Giải thưởng âm nhạc

### Gaon Chart Music Awards
| Bout | Năm  | Đề cử     | Giải thưởng                               | Kết quả | Chú thích. |
| ---- | ---- | --------- | ----------------------------------------- | ------- | ---------- |
| 6th  | 2017 | "Dream"   | Song of the Year – January (với Baekhyun) | Đề cử   |            |
| 7th  | 2018 | "Pretend" | Song of the Year – January                | Đề cử   |            |

### Golden Disc Awards
| Bout | Năm  | Đề cử   | Giải thưởng                                   | Kết quả   | Chú thích. |
| ---- | ---- | ------- | --------------------------------------------- | --------- | ---------- |
| 31st | 2017 | "Dream" | Digital Bonsang (với Baekhyun)                | Đoạt giải | [ 1 ]      |
| 31st | 2017 | "Dream" | Asian Choice Popularity Award (with Baekhyun) | Đề cử     |            |

### MBC Plus X Genie Music Awards
| Bout | Năm  | Đề cử | Giải thưởng                  | Kết quả | Chú thích.  |
| ---- | ---- | ----- | ---------------------------- | ------- | ----------- |
| 1st  | 2018 | —     | Artist of the Year           | Đề cử   | [ 2 ] [ 3 ] |
| 1st  | 2018 | —     | Female Artist Award          | Đề cử   | [ 2 ] [ 3 ] |
| 1st  | 2018 | —     | Genie Music Popularity Award | Đề cử   | [ 2 ] [ 3 ] |

### Melon Music Awards
| Bout | Năm  | Đề cử   | Giải thưởng                     | Kết quả   | Chú thích. |
| ---- | ---- | ------- | ------------------------------- | --------- | ---------- |
| 8th  | 2016 | "Dream" | Best R&B / Soul (với Baekhyun)  | Đoạt giải | [ 4 ]      |
| 8th  | 2016 | "Dream" | Song of the Year (với Baekhyun) | Đề cử     |            |

### Mnet Asian Music Awards
| Bout | Năm  | Đề cử             | Giải thưởng                                       | Kết quả   | Chú thích. |
| ---- | ---- | ----------------- | ------------------------------------------------- | --------- | ---------- |
| 15th | 2013 | "Don't Forget Me" | Best OST                                          | Đề cử     |            |
| 18th | 2016 | "Dream"           | Best Collaboration (with Baekhyun)                | Đoạt giải | [ 5 ]      |
| 18th | 2016 | "Dream"           | HotelsCombined – Song of the Year (with Baekhyun) | Đề cử     |            |
| 19th | 2017 | —                 | Best Female Artist                                | Đề cử     | [ 6 ]      |
| 19th | 2017 | "I Love You Boy"  | Best OST                                          | Đề cử     | [ 6 ]      |

### Soribada Best K-Music Awards
| Bout | Năm  | Đề cử | Giải thưởng   | Kết quả | Chú thích. |
| ---- | ---- | ----- | ------------- | ------- | ---------- |
| 2nd  | 2018 | —     | Bonsang Award | Đề cử   |            |

## Giải thưởng về diễn xuất

### APAN Star Awards
| Bout | Năm  | Đề cử               | Giải thưởng                               | Kết quả | Chú thích. |
| ---- | ---- | ------------------- | ----------------------------------------- | ------- | ---------- |
| 5th  | 2016 | Yêu không kiểm soát | Excellence Award, Actress in a Miniseries | Đề cử   |            |
| 6th  | 2018 | Khi nàng say giấc   | Excellence Award, Actress in a Miniseries | Đề cử   | [ 7 ]      |
| 6th  | 2018 | Khi nàng say giấc   | K-Star Award                              | Đề cử   | [ 7 ]      |

### Asia Artist Awards
| Bout | Năm  | Đề cử               | Giải thưởng               | Kết quả   | Chú thích. |
| ---- | ---- | ------------------- | ------------------------- | --------- | ---------- |
| 1st  | 2016 | Uncontrollably Fond | Best Star Award           | Đoạt giải | [ 8 ]      |
| 1st  | 2016 | Uncontrollably Fond | Popularity Award, Actress | Đề cử     |            |
| 2nd  | 2017 | Khi nàng say giấc   | Asia Star Award, Actress  | Đoạt giải | [ 9 ]      |
| 2nd  | 2017 | Khi nàng say giấc   | Popularity Award, Actress | Đề cử     |            |
| 3rd  | 2018 | —                   | Asia Celebrity Award      | Đoạt giải | [ 10 ]     |

### Baeksang Arts Awards
| Bout | Năm  | Đề cử                 | Giải thưởng                 | Kết quả   | Chú thích.    |
| ---- | ---- | --------------------- | --------------------------- | --------- | ------------- |
| 47th | 2011 | Dream High            | Best New Actress (TV)       | Đề cử     | [ 11 ]        |
| 47th | 2011 | Dream High            | Most Popular Actress (TV)   | Đề cử     | [ 11 ]        |
| 48th | 2012 | Architecture 101      | Best New Actress (Film)     | Đoạt giải | [ 12 ] [ 13 ] |
| 48th | 2012 | Architecture 101      | Most Popular Actress (Film) | Đề cử     | [ 12 ] [ 13 ] |
| 49th | 2013 | Big                   | Most Popular Actress (TV)   | Đề cử     | [ 14 ]        |
| 50th | 2014 | Gu Family Book        | Most Popular Actress (TV)   | Đề cử     | [ 15 ]        |
| 52nd | 2016 | The Sound of a Flower | Most Popular Actress (Film) | Đoạt giải | [ 16 ] [ 17 ] |
| 52nd | 2016 | —                     | InStyle Fashionista Award   | Đoạt giải | [ 16 ] [ 17 ] |
| 52nd | 2016 | —                     | iQiyi Global Star Award     | Đề cử     | [ 16 ] [ 17 ] |
| 54th | 2018 | Khi nàng say giấc     | Most Popular Actress (TV)   | Đoạt giải | [ 18 ]        |

### Blue Dragon Film Awards
| Bout | Năm  | Đề cử             | Giải thưởng      | Kết quả   | Chú thích |
| ---- | ---- | ----------------- | ---------------- | --------- | --------- |
| 33rd | 2012 | Lớp kiến trúc 101 | Best New Actress | Đề cử     |           |
| 33rd | 2012 | Lớp kiến trúc 101 | Popularity Award | Đoạt giải | [ 19 ]    |

### Buil Film Awards
| Bout | Năm  | Đề cử             | Giải thưởng      | Kết quả | Chú thích. |
| ---- | ---- | ----------------- | ---------------- | ------- | ---------- |
| 21st | 2012 | Lớp kiến trúc 101 | Best New Actress | Đề cử   |            |

### Busan International Film Festival
| Bout | Năm  | Đề cử | Giải thưởng        | Kết quả   | Chú thích. |
| ---- | ---- | ----- | ------------------ | --------- | ---------- |
| 17th | 2012 | —     | Best Dressed Award | Đoạt giải |            |

### Grand Bell Awards
| Bout | Năm  | Đề cử             | Giải thưởng      | Kết quả | Chú thích. |
| ---- | ---- | ----------------- | ---------------- | ------- | ---------- |
| 49th | 2012 | Lớp kiến trúc 101 | Best New Actress | Đề cử   | [ 20 ]     |

### KBS Drama Awards
| Bout | Năm  | Đề cử               | Giải thưởng                                     | Kết quả   | Chú thích.    |
| ---- | ---- | ------------------- | ----------------------------------------------- | --------- | ------------- |
| 25th | 2011 | Dream High          | Excellence Award, Actress in a Miniseries       | Đề cử     | [ 21 ] [ 22 ] |
| 25th | 2011 | Dream High          | Best New Actress                                | Đoạt giải | [ 21 ] [ 22 ] |
| 25th | 2011 | Dream High          | Best Couple Award (với Kim Soo-hyun)            | Đoạt giải | [ 21 ] [ 22 ] |
| 25th | 2011 | Dream High          | Best Couple Award (với Ok Taec-yeon)            | Đề cử     | [ 21 ] [ 22 ] |
| 25th | 2011 | Dream High          | Netizen Award                                   | Đề cử     | [ 21 ] [ 22 ] |
| 26th | 2012 | Big                 | Excellence Award, Actress in a Miniseries       | Đề cử     |               |
| 26th | 2012 | Big                 | Best Couple Award (với Baek Sung-hyun)          | Đề cử     |               |
| 26th | 2012 | Big                 | Popularity Award                                | Đoạt giải | [ 23 ]        |
| 30th | 2016 | Yêu không kiểm soát | Top Excellence Award, Actress                   | Đề cử     |               |
| 30th | 2016 | Yêu không kiểm soát | Excellence Award, Actress in a Mid-length drama | Đề cử     |               |
| 30th | 2016 | Yêu không kiểm soát | Netizen Award                                   | Đề cử     |               |
| 30th | 2016 | Yêu không kiểm soát | Best Couple Award (với Kim Woo-bin)             | Đề cử     |               |

### Korea Drama Awards
| Bout | Năm  | Đề cử          | Giải thưởng                           | Kết quả | Chú thích. |
| ---- | ---- | -------------- | ------------------------------------- | ------- | ---------- |
| 4th  | 2011 | Dream High     | Best New Actress                      | Đề cử   | [ 24 ]     |
| 6th  | 2013 | Gu Family Book | Excellence Award, Actress             | Đề cử   |            |
| 6th  | 2013 | Gu Family Book | Best Couple Award (with Lee Seung-gi) | Đề cử   |            |

### MBC Drama Awards
| Bout | Năm  | Đề cử          | Giải thưởng                                   | Kết quả   | Chú thích. |
| ---- | ---- | -------------- | --------------------------------------------- | --------- | ---------- |
| 32nd | 2013 | Gu Family Book | Top Excellence Award, Actress in a Miniseries | Đoạt giải | [ 25 ]     |
| 32nd | 2013 | Gu Family Book | Popularity Award                              | Đề cử     | [ 25 ]     |
| 32nd | 2013 | Gu Family Book | Best Couple Award (with Lee Seung-gi)         | Đoạt giải | [ 26 ]     |

### Mnet 20's Choice Awards
| Bout | Năm  | Đề cử            | Giải thưởng            | Kết quả   | Chú thích. |
| ---- | ---- | ---------------- | ---------------------- | --------- | ---------- |
| 5th  | 2011 | Dream High       | Hot New Star           | Đoạt giải | [ 27 ]     |
| 6th  | 2012 | Architecture 101 | Hot Female Movie Star  | Đoạt giải | [ 28 ]     |
| 7th  | 2013 | Gu Family Book   | 20's Drama Star Female | Đoạt giải | [ 29 ]     |

### SBS Drama Awards
| Bout | Năm  | Đề cử             | Giải thưởng                                                 | Kết quả   | Chú thích.    |
| ---- | ---- | ----------------- | ----------------------------------------------------------- | --------- | ------------- |
| 25th | 2017 | Khi nàng say giấc | Grand Prize (Daesang)                                       | Đề cử     | [ 30 ]        |
| 25th | 2017 | Khi nàng say giấc | Top Excellence Award, Actress in a Wednesday–Thursday Drama | Đoạt giải | [ 31 ]        |
| 25th | 2017 | Khi nàng say giấc | Best Couple Award (with Lee Jong-suk)                       | Đoạt giải | [ 32 ]        |
| 27th | 2019 | Lãng khách        | Grand Prize (Daesang)                                       | Đề cử     | [ 33 ] [ 34 ] |
| 27th | 2019 | Lãng khách        | Producer Award                                              | Đề cử     | [ 33 ] [ 34 ] |
| 27th | 2019 | Lãng khách        | Top Excellence Award, Actress in a Miniseries               | Đoạt giải | [ 33 ] [ 34 ] |
| 27th | 2019 | Lãng khách        | Best Couple Award (with Lee Seung-gi)                       | Đoạt giải | [ 33 ] [ 34 ] |

### Seoul International Drama Awards
| Bout | Năm  | Đề cử             | Giải thưởng                | Kết quả   | Chú thích. |
| ---- | ---- | ----------------- | -------------------------- | --------- | ---------- |
| 7th  | 2012 | Dream High        | Outstanding Korean Actress | Đề cử     |            |
| 8th  | 2013 | Gu Family Book    | Outstanding Korean Actress | Đoạt giải | [ 35 ]     |
| 8th  | 2013 | "Don't Forget Me" | Outstanding Korean OST     | Đề cử     |            |
| 13th | 2018 | Khi nàng say giấc | Outstanding Korean Actress | Đề cử     |            |

### Seoul International Youth Film Festival
| Bout | Năm  | Đề cử          | Giải thưởng        | Kết quả | Chú thích. |
| ---- | ---- | -------------- | ------------------ | ------- | ---------- |
| 16th | 2014 | Gu Family Book | Best Young Actress | Đề cử   |            |

## Các giải thưởng khác

### Hàn Quốc
| Bout                                  | Năm  | Đề cử                                  | Giải thưởng               | Kết quả   | Chú thích. |
| ------------------------------------- | ---- | -------------------------------------- | ------------------------- | --------- | ---------- |
| KBS Entertainment Awards              |      |                                        |                           |           |            |
| 11th                                  | 2012 | Best Female Newcomer in a Variety Show | Invincible Youth Season 2 | Đoạt giải | [ 36 ]     |
| 11th                                  | 2012 | Best Cameo Appearance                  | Gag Concert               | Đoạt giải | [ 36 ]     |
| Style Icon Awards                     |      |                                        |                           |           |            |
| 5th                                   | 2012 | First Love Fantasies                   | —                         | Đoạt giải | [ 37 ]     |
| 6th                                   | 2013 | The Immortal First Love Icon           | —                         | Đề cử     |            |
| MTN Broadcast Advertisement Festival  |      |                                        |                           |           |            |
| —                                     | 2012 | Women's CF Model Award                 | —                         | Đoạt giải | [ 38 ]     |
| Korean Advertisers Association Awards |      |                                        |                           |           |            |
| —                                     | 2013 | Best Model Award                       | —                         | Đoạt giải | [ 39 ]     |
| Fashionista Awards                    |      |                                        |                           |           |            |
| 1st                                   | 2015 | Best Fashionista – Make-up Sector      | —                         | Đề cử     | [ 40 ]     |
| 2nd                                   | 2016 | Best Dresser – Female                  | —                         | Đề cử     | [ 41 ]     |
| 3rd                                   | 2017 | Best Fashionista – Red Carpet Category | —                         | Đề cử     | [ 42 ]     |
| InStyle Star Icon                     |      |                                        |                           |           |            |
| —                                     | 2016 | Best Idol Actress                      | The Sound of a Flower     | Đề cử     | [ 43 ]     |
| —                                     | 2016 | Best Female Beauty Model               | "The Face Shop"           | Đề cử     | [ 43 ]     |
| KOPA & NIKON Press Photo Awards       |      |                                        |                           |           |            |
| 8th                                   | 2019 | Most Photogenic Star of the Year       | —                         | Đoạt giải |            |

### Quốc tế
| Bout                           | Năm  | Giải thưởng                    | Đề cử | Kết quả   | Chú thích. |
| ------------------------------ | ---- | ------------------------------ | ----- | --------- | ---------- |
| Singapore Entertainment Awards |      |                                |       |           |            |
| —                              | 2013 | Most Popular Korean TV Artiste | —     | Đề cử     |            |
| Sina Weibo Night Awards        |      |                                |       |           |            |
| —                              | 2015 | Goddess Award                  | —     | Đoạt giải | [ 44 ]     |